# Ödell
Ödell eller Ödla var en svensk adelsätt. De adlade bröderna Anders och Knut Svenssöner skulle i vapnet föra »en grön ödell» (= ödla) och kalla sig Ödell. Ättmedlemmarna kallade sig Ödla, men namnet har dock även skrivits ödla.
| ”                     | Enligt avskrift av 1630 års diplom (1636 års riksdagsprot.) skall vapnets övre fält vara blått och nedre rött, hornen blå och röda samt hjälmtäcket blått och rött. Enl. avskrift av 1632 års diplom (ibidem) överensstämmer vapnet med det här framställda, vilket sannolikt antogs vid introduktionen 1634. | „ |
| – Gustaf Elgenstierna | |   |

Den sista manlige medlemmen, fanjunkaren Gustaf Gabriel Ödell, gift med Johanna Elisabeth Ulfskiöld, avled 1834 och efterlämnade två döttrar:
1. Hedvig Emilie, född 1828
2. Charlotta Evelina Emerence, född 1831.